# Апатани (народ)

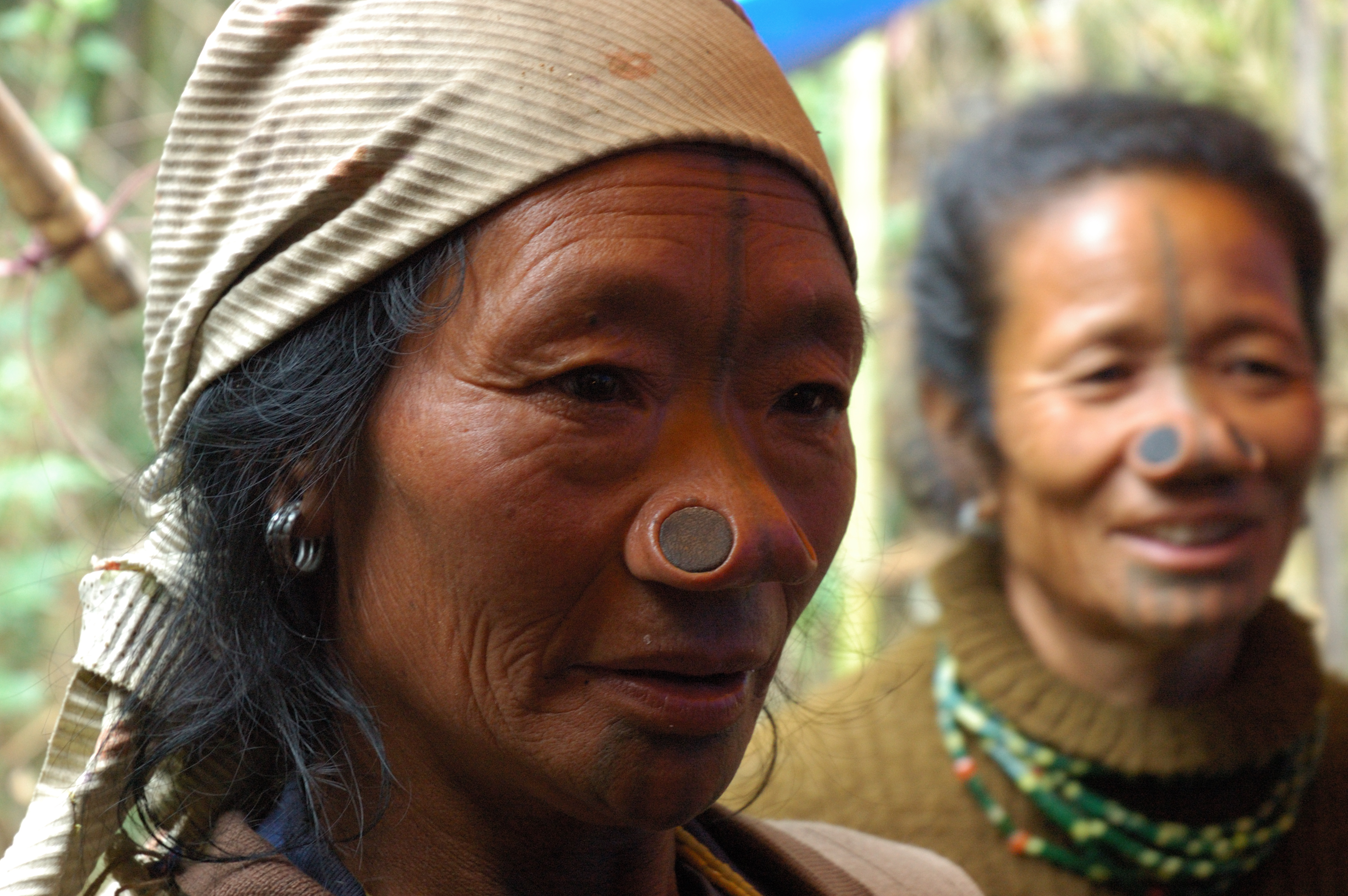
Женщины народа апатани

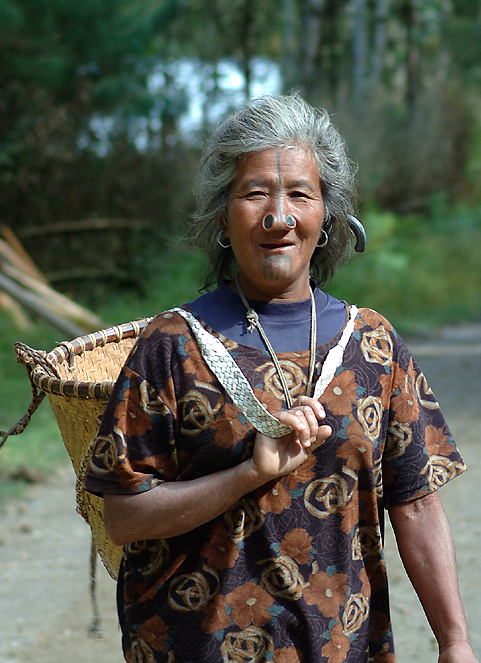
Женщина апатани

Апатани, тании, нисю, или ни (самоназвание — «люди») — народ, проживающий в северо-восточной Индии, в штате Аруначал-Прадеш, в бассейне реки Субансири в юго-восточных Гималаях, преимущественно в округе Нижний Субансири. Численность этноса составляет 26 тыс. человек (оценка). Говорят на языке апатани, относящимся к ассамской группе тибето-бирманской подсемьи сино-тибетской языковой семьи, также используют ассамский язык и хинди (Чеснов 1998: 51).

## История
Существует версия о северном (скорее всего тибетском) происхождении, есть представители, внешний вид которых схож с тибетским, но у большинства выражены южномонголоидные черты. Апатани никогда прежде не были интегрированы в состав каких-либо государственных образований и не были знакомы с религиями неместного происхождения. 11 тысяч апатани живут в долине площадью 10х3,2 км, лежащей на высоте немногим более 1,5 км над уровнем моря. В 1961 г. насчитывалось 2520 домохозяйств, образовывавших 7 деревень. Каждая деревня составляла отдельную социальную единицу в пределах охватывающего всю долину интегрированного общества. Согласно преданию, на месте современной долины апатани в древности было болото, населенное огромными рептилиями, их называли буру. Сегодня апатани относят крокодилов к буру, но, по рассказам, первоначальные буру были отличных от крокодилов форм, у них были маленькие головы на длинных шеях, как у ископаемых ящеров (Furer-Haimendorf 1980: 12).

## Система хозяйства
Долина апатани необычайно плодородна благодаря отложениям озера, некогда занимавшего её дно. Апатани как и неварцы в Непале используют только мотыгу, а не плуг или животных. Выращивают заливной рис и немного проса, поля террасные, орошение происходит за счет перенаправления русел рек. Разводят крупный рогатый скот и свиней, держат кур. Доля мяса в диете невелика, однако домашние животные, особенно быки-митханы (престижное имущество), являются незаменимыми эквивалентами стоимости: в частности землю можно приобрести только в обмен на этих быков. Апатани покупают скот у соседей, горцев мири и дафла, или пасут собственные стада в лесах по окраинам долины. Пастушество считается второстепенной деятельностью по сравнению с рисоводством, поэтому пастухи — это, в основном, те же дафла. В целом мири и дафла занимают по отношению к апатани то же положение, что и семиты-пастухи, кочевавшие по периферии месопотамских оазисов, по отношению к шумерам. Также апатани занимаются охотой в горных лесах. Развиты гончарство, ткачество, плетение и изготовление металлических ножей. Кроме полей и скота, имущество апатани включают жилые постройки, зернохранилища, бамбуковые рощи и небольшое количество импортных престижных ценностей: тибетские мечи, колокольчики и бронзовые пластины.

## Социальная организация
Собственности, которая принадлежит всем жителям долины, нет, а собственность отдельных деревень ограничивается лесными участками на периферии. Единственными коллективными собственниками, играющими какую-то роль в хозяйственных отношениях, являются патрилинейные роды, каждый из которых объединяет часть семей в той или иной деревне. Однако и роды владеют только горными пастбищами, кладбищами и платформами-святилищами для собраний на маленьких деревенских площадях. Вся остальная недвижимость и имущество находятся в индивидуальной частной собственности, значительно более важной, нежели права любых коллективов. Каждый апатанин мог без ограничений покупать и продавать землю как в своей деревне, так и в шести остальных.
Это право купли-продажи земли неизбежно должно было бы привести к концентрации богатств и власти в руках немногих семей, если бы в обществе апатани не выработались институты, эффективно тормозившие подобный процесс и не позволявшие богатым собственникам монополизировать власть и сделаться классом землевладельцев. Самым главным из таких институтов был и остается лисуду (род потлача). Чем зажиточнее становится апатани, тем легче его честь может быть задета. Чтобы восстановить свой престиж, следует принести в жертву ценности, главным образом быков, что требует ответного щедрого жеста со стороны оппонента. Лисуду проходит под контролем соседей, следящих за тем, чтобы уничтожение собственности не зашло чересчур далеко и не подорвало бы полностью благополучия семей. Каждый большой лисуду является важным событием в жизни апатани: мясо приносимых в жертву быков распределяется сперва среди обитателей данной деревни, а затем и по всей долине.
Существуют два главных механизма для предотвращения и улаживания конфликтов:
во-первых, это массовые церемонии и праздники, во время которых осуществляется обмен ритуальными подношениями и складывается сложная, охватывающая все деревни система межличностных связей и обязательств. Во-вторых, в деревнях функционируют неформальные советы уважаемых мужчин — отдельно взрослых глав домохозяйств, стариков и молодых людей. Решения советов, касающиеся, например, наказания преступников, заранее оговариваются с участием представителей всех заинтересованных родов и деревень. В крайних случаях споры заканчиваются ритуальными сражениями, в которых непосредственные виновники конфликта участия не принимают, но выплачивают компенсацию за убитых и раненых. Такие сражения являются родом жертвоприношения и прекращаются после первой же пролитой крови. В случае, если конфликт не задевает групповых интересов, спорящие должны решать свои проблемы любыми средствами с условием, что третьим лицам не будет нанесен ущерб. Апатани предпочитают избегать конфликтов, в отличие от своих воинственных соседей — лишми и дафла. Отсутствие больших семей коррелирует именно с ведением мирного образа жизни.

## Система родовых отношений
Все роды апатани делятся на мите («патриции») и мура («плебеи»). Последние находятся в ритуальной зависимости от первых, но обладают теми же экономическими правами. Иноплеменники и отпущенные на свободу рабы (те и другие в основном мири и дафла) вступают в роды мура или становятся членами родов мите, сохраняя статус мура индивидуально. Но даже привилегированные мите могли быть бедными, а мура — богатыми. Была развита эксплуатация, существовали все четыре вида доминантных отношений: рабство, приживальчество, кабальничество, наймитство и магнатно-рабовладельческий подспособ производства. Сегодня есть профессиональные роды горшечников, кузнецов (в 40-50-х годах у апатани было несколько семей наследственных кузнецов; женщины четырёх родов мура в одной из деревень являлись исключительными производителями керамики), есть нечистые по занятиям роды (зачатки деления по кастам). Система родовых отношений — динамичная и мягкая.

## Вид брака
Так как полигамия наблюдается редко, нуклеарная семья является основной социальной единицей общества апатани. Дома недостаточно большие для того, чтобы вместить несколько семей, поэтому наблюдается тенденция к неолокальному брачному поселению. Роды апатани экзогамны, но если мужчина и женщина из одного рода твердо решили пожениться и могут принести в жертву быка, им разрешается жить вместе. Несмотря на господствующую патрилинейность, в специфических случаях собственность наследуется и по материнской линии (Furer-Haimendorf 1980: 105). Закон наследования ограничивает концентрацию земли у богатых: предусматривается равное распределение земли между всеми сыновьями, получающими свою долю при вступлении в брак (Маретина 1980: 92).

## Жилище
Деревни апатани располагаются на возвышенностях среди рисовых полей, тесно застроенные, уличной планировки. Дома свайные, из бамбука, с двускатной соломенной крышей, часто с верандами, имеется множество мелких святилищ (Чеснов 1998: 51).

## Одежда
Одежда апатани практичная и яркая. Женщины носят свободное платье до колен, волосы собирают в рог на темени. Раньше они протыкали нос и вставляли втулку, делали татуировки, чтобы не привлекать внимание мужчин соседних племен, так как считались самыми красивыми женщинами, населяющими Аруначал-Прадеш. Мужская одежда — набедренная повязка и накидка, волосы завязывают в узел над лбом, проткнутый палочкой. Также мужчины делали татуировку на подбородке в форме буквы «Т» под нижней губой (Dorris Flynn 1985: 27).

## Праздники
Два главных праздника — мором и млоко — связаны с началом сельскохозяйственного сезона. Млоко празднуют все деревни вместе раз в три года, а мором празднуют каждой семьей отдельно. Боги — в честь которых устраивают эти праздники с жертвоприношениями животных — супружеская пара Киру и Кило.

## Религия

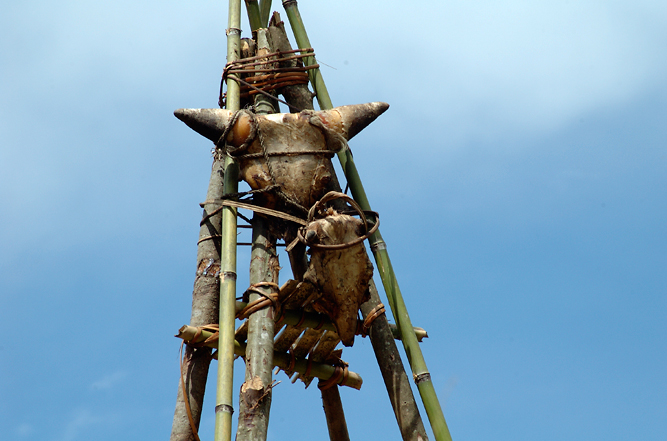
Череп животного на могиле апатани

Согласно мифологии ади («горцы») — группы родственных народов апатани, проживающих в долине Сианг, раньше их называли абор («непокорные»), ведут своё происхождение от Аботени, который жил в мифической местности Супунг, на востоке Гималаев. Первые три жены Аботени породили различные существа земли и неба. От четвёртой жены родился сын Аблома, создавший бронзовые вещи, в том числе и тибетские колокола. Аблома стал предком всех ремесленников. Традиционное верование — Дони-Поло, что в переводе означает «„Солнце-Луна“». Помимо божеств, символизирующих силы природы, есть также боги войны. Перед тем как идти в поход, мужчины молятся им, просят силы и защиты в бою. Также они верят, что каждая женщина, которая умирает после своего мужа, возвращается к нему в Нели — подземный мир, очень похожий на долину апатани. Души тех, кто умер естественной смертью, живут в этом мире и называются яло. Жизнь в Нели такая же, как и на земле: люди работают, выращивают урожай, пасут скот. Хотя это и подземный мир, но он вовсе не ассоциируется с мраком и унынием, напротив это светлое и приятное место. Те, что умерли незамужними или неженатыми, могут найти себе супруга или супругу и даже родить детей. Другой мир, на небе, носит название Талимоко. Там живут души тех, кто умер неестественной смертью (мужчины, погибшие от руки врагов; женщины, умершие при родах), они называются иги. Жизнь в Талимоко не отождествляется с несчастьем и страданием, но она не является продолжением жизни на земле, как в Нели.